# Krzysztof Ciechanowiecki
Krzysztof Stanisław Ciechanowiecki herbu Dąbrowa (zm. 1655) – wojewoda miński w 1655 roku, kasztelan mścisławski w 1653, starosta mścisławski w latach 1650–1653, sędzia ziemski mścisławski w 1644, stolnik mścisławski w 1644, podstoli mścisławski w 1622, dworzanin Jego Królewskiej Mości w 1634, wójt mścisławski.

## Życiorys
Syn Andrzeja z Miednicy i Łuszniewa oraz Bohdany z książąt Mścisławskich. Pochodził z wpływowej w województwie mścisławskim średnioszlacheckiej rodziny skoligaconej z potomkami dawnych kniaziów, byłych władców księstw na pograniczu litewsko-rosyjskim. W młodości służył wojskowo pod hetmanem Janem Karolem Chodkiewiczem. Później zajął się działalnością polityczną, czyli jak wówczas mówiono, został statystą.
Prawdopodobnie jego pierwszą godnością był urząd ziemski podstolego w rodzinnym województwie (1627). W tym samym roku ożenił się z księżną Antonelą Drucką-Horską wywodzącą się z udzielnych książąt Drucka. Poseł na sejm 1631 roku. W 1644 został stolnikiem, a niedługo potem awansował na sędziego ziemskiego mścisławskiego. W tym czasie współpracował z podkanclerzym litewskim Kazimierzem Leonem Sapiehą, który posługiwał się znaczącym w województwie szlachcicem podczas walk frakcyjnych na sejmikach ziemskich. Był elektorem Władysława IV Wazy w 1632 roku z województwa mścisławskiego.
W drugiej połowie lat 40. Trybunał Litewski skazał Krzysztofa Ciechanowieckiego na banicję. Nie jest jasne, co było przyczyną takiego wyroku. Z dużym prawdopodobieństwem można przypuszczać, że był on pokłosiem tzw. incydentu trubeckiego, w którym Ciechanowiecki wziął udział po stronie króla Władysława IV i próbował latem 1645 na polecenie podkanclerzego Sapiehy zmusić przeciwników do wydania Trubecka Rosjanom. Świadczyłoby o tym również to, że wyrok nie został wykonany i nie zahamował kariery sędziego ziemskiego. Egzekucja należała do starostów, urzędników najbardziej zależnych od króla.
Jako poseł na sejm konwokacyjny 1648 roku z województwa mścisławskiego był członkiem konfederacji generalnej zawiązanej 31 lipca 1648 roku. Wraz z dwoma synami brał udział w elekcji Jana Kazimierza. Był elektorem Jana II Kazimierza Wazy w 1648 roku z województwa mścisławskiego.. W 1653 był posłem na sejm, w trakcie którego król nadał mu 22 marca kasztelanię mścisławską. W tym i w następnym roku był jednym z komisarzy w komisji zajmującej się regulacją zaległych wypłat wojsku litewskiemu. W 1654 roku został wojewodą mińskim. Na sejmie nadzwyczajnym 1654 roku wyznaczony z Senatu komisarzem do zapłaty wojsku Wielkiego Księstwa Litewskiego.
Działalność polityczna przyniosła Ciechanowieckiemu również wymierne korzyści majątkowe. Oprócz starostwa mścisławskiego zgromadził kilka starostw niegrodowych (dzierżaw królewszczyzn): chosławskie, michałowskie, poradnińskie, radomelskie. W połączeniu z dobrami będącymi własnością wojewody: Paczkowem w województwie mścisławskim i Siołem w województwie witebskim (nabytym w 1654) stanowiło to już znaczną fortunę, dającą podstawy do ugruntowania pozycji rodziny przynajmniej na następne pokolenie.
Krzysztof Ciechanowiecki miał pięciu synów: Mikołaja Waleriana, Samuela Kazimierza, Albrychta Konstantego, Michała i Dominika Władysława. Zmarł w 1655 roku.